# 1566 w polityce

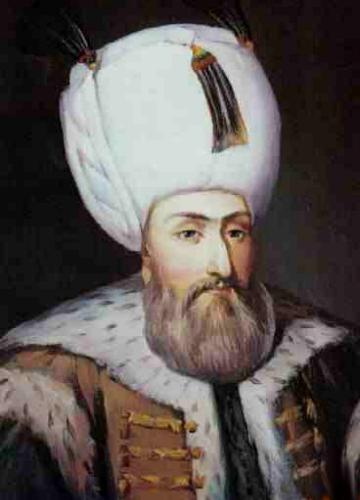
Sulejman Wspaniały

Wydarzenia polityczne w 1566 roku.

## Urodzili się
- 19 czerwca Jakub I Stuart, król Szkocji i Anglii[1][2].

## Zmarli
- 6 sierpnia Sulejman Wspaniały, sułtan turecki[3].